# 時代報 (哥倫比亞)
時代報（西班牙語：El Tiempo）是一份在哥伦比亚全国发行的大报，于1911年1月30日開始发行。截至2019年，該報是哥伦比亚发行量最大的報紙。
1913年至2007年期間，桑托斯家族是該報的主要股东。爱德华多·桑托斯以及胡安·曼努埃尔·桑托斯就來自該家族。
2012年，路易斯·卡洛斯·萨米恩托·安古洛购买了桑托斯家族和其他小股东的股份，路易斯·卡洛斯·萨米恩托·安古洛也因此成为该报的唯一股東。